# Бер-Шнабель, Тереза
Тереза Бер (нем. Therese Behr-Schnabel; 14 сентября 1876, Штутгарт — 30 января 1959, Лугано, Тичино) — немецкая певица (контральто). Жена (с 1905 г.) пианиста Артура Шнабеля, мать пианиста Карла Ульриха Шнабеля и актёра Штефана Шнабеля.

## Биография
Училась во Франкфурте-на-Майне у Юлиуса Штокхаузена, в Кёльне у Франца Вюльнера, в Берлине у Этельки Герстер. В 1899 г. с успехом дебютировала в Берлине, исполняя камерный вокальный репертуар в сопровождении пианиста Альфреда Райзенауэра. В дальнейшем выступала в ансамбле с мужем (а позднее и с сыном), прославившись перед Первой мировой войной исполнением немецкого песенного репертуара, от Шуберта до Хуго Вольфа (и собственных сочинений Шнабеля, написанных специально для неё). В 1930-е гг. жила вместе с мужем в Англии и Италии, с 1939 г. в США.